# Nimrod MRA4
O BAE Systems Nimrod MRA4 foi uma aeronave de ataque e patrulha marítima, tendo sido desenvolvida com o propósito de substituir o Hawker Siddeley Nimrod MR2. Esta aeronave prolongaria o tempo de serviço da família Nimrod por várias décadas, sendo que, com esse objectivo em vista, poderosos motores a jato Rolls-Royce BR710 foram instalados, duplicando o alcance máximo da aeronave face às versões anteriores. A conversão do cockpit tradicional para um cockpit com vidro digital simplificaria significativamente a operação dos controlos da aeronave e reduziria o número de elementos da tripulação. Novos equipamentos de detecção seriam instalados, assim como armamento moderno para combate anti-submarino.
Contudo, o projecto sofreu vários atrasos devido ao aumento dos custos e intermináveis re-negociações. Isto deveu-se às dificuldades em combinar a fuselagem do Nimrod MR2, que não havia sido construída no modo tradicional, com asas de última geração. O número planeado de aeronaves que seriam construídas diminuiu drasticamente de 21 para 9 com o passar dos anos, enquanto os custos nunca pararam de aumentar.
Em 2010, o MRA4 foi cancelado, decisão que resultou do estudo da Strategic Defence and Security Review, numa altura que o orçamento já tinha um custo adicional de 789 milhões de libras, nove anos depois de se iniciar o projecto. Na actualidade, não há nenhum plano para a substituição desta aeronave. As missões que o MRA4 iria desempenhar estão a ser realizadas pela classe de fragatas Type 23 e pelo helicóptero EH-101.

## Antecedentes
Em 1998, a Força Aérea Real deu início ao programa Substituição de Aeronaves de Patrulha Marítima (RMPA) para substituir o Nimrod MR2. Para atender ao pedido, a British Aerospace propôs reconstruir cada um dos Nimrod MR2 com novos motores e componentes electrónicos avançados, que chamar-se-ia Nimrod 2000. A RAF ainda considerou ofertas estrangeiras, como a Lockheed com o seu P-3 Orion, a Loral Corporation que queria reconstruir antigas aeronaves Orion da marinha norte-americana, e ainda a Dassault com o seu Atlantique 3. Em Dezembro de 1996, o contrato foi assinado com a British Aerospace para o Nimrod 2000, sob a designação de Nimrod MRA4. A British Aerospace tornou-se na BAE Systems em 1999, mas o projecto continuou como planeado.
O MRA4 seria, essencialmente, uma nova aeronave. Mudanças significativas incluíam a instalação de motores turbofan Rolls-Royce BR710, asas mais largas e de maior eficiência, e uma fuselagem totalmente remodelada. Maiores aberturas de ar seriam necessárias no MRA4, devido ao à necessidade de ar do novo motor BR710 em comparação com o motor original Spey 250. Muita tecnologia também veio da Airbus; a tecnologia do cockpit com vidro digital viria do Airbus A340, por exemplo. De acordo com o BAE Systems, o Nimrod MRA4 daria à tripulação 20 vezes mais informação estratégica de forma rápida e organizada em comparação com o MR2. O radar Searchwater 2000 foi tido em conta como sendo capaz de operar tanto em terra como no mar, tendo a capacidade de monitorizar uma área do tamanho do Reino Unido a cada 10 segundos.

## Problemas no desenvolvimento
Originalmente, o MRA4 entraria em serviço em Abril de 2003, porém, o desenvolvimento revelou-se mais prolongado que o previsto. Uma companhia independente, a Flight Refuelling Ltd., foi contratada para realizar as conversões ao padrão MRA4, contudo a BAE descobriu que a fuselagem do Nimrod não eram construídos conforme um padrão único, o que dificultou todo o processo. A tarefa de converter as fuselagens existentes foi transferida para a BAE Systems. A equipa da BAE em Woodford descobriu então uma falha no design das novas asas, o que resultou numa paragem de todo o projecto enquanto um novo design de asas era desenvolvido.

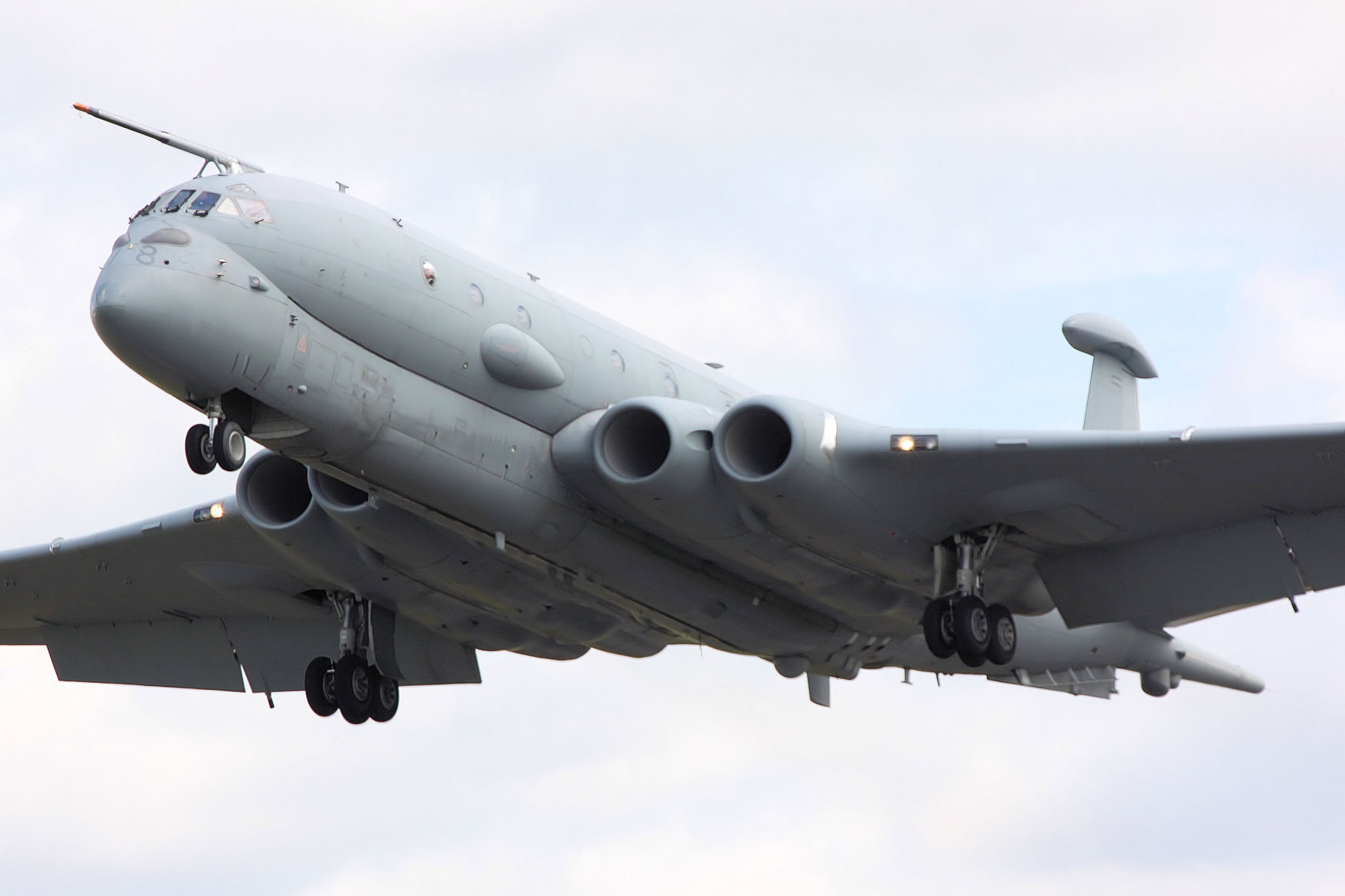
Nimrod MRA4 com a trem de aterragem exposto.

A BAE Systems emitiu um comunicado em Dezembro de 2002 devido a alterações e derrapagens no custo do Mimrod MRA4 e dos projectos referentes à classe de submarinos Astute. A 19 de Fevereiro de 2003, a BAE declarou um custo de 500 milhões de libras superior ao esperado em relação ao MRA4; anteriormente, a companhia havia "perdido" 300 milhões de libras em 2000, tendo-se esperado que este dinheiro cobrisse "todos os custos para a realização do programa". O contrato foi renegociado pela segunda vez em 2002, quando as aeronaves encomendadas desceram de 21 para 18.

Ao ser anunciado planos para o futuro das forças armadas britânicas em 21 de Julho de 2004, o Secretário da Defesa Geoff Hoon revelou um plano para a redução da necessidade de apenas 16 aeronaves MRA4, e sugeriu que eventualmente uma frota de apenas 12 poderia ser o suficiente. O PA01 realizou o seu primeiro voo em Agosto de 2004, e o PA02, o segundo desenvolvimento do MRA4, realizou o seu primeiro voo em Dezembro do mesmo ano e foi usado para testar elementos da missão a desempenhar pela aeronave. A BAE Systems recebeu um contrato no valor de 1,1 biliões de libras para a construção de 12 MRA4 a 18 de Julho de 2006; três seriam aeronaves de desenvolvimento e as restantes nove seriam as produzidas para serem usadas na realização das missões.

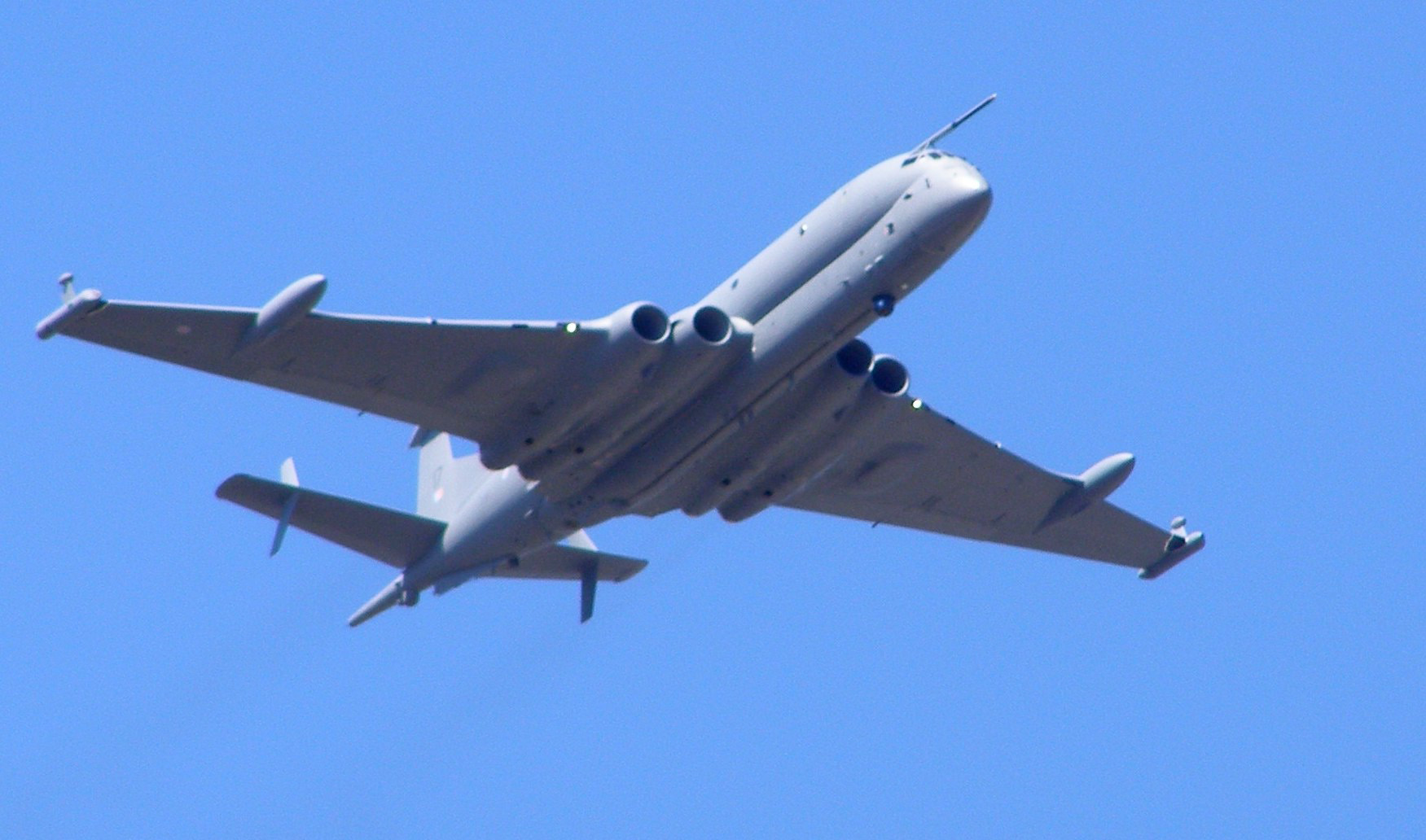
MRA4 em exibição durante um espectáculo aéreo em Farnborough.

 O Nimrod MRA4 lançou com sucesso o primeiro torpedo Sting Ray, a 30 de Julho de 2007.
Disputas adicionais fizeram com que o número de aeronaves MRA4 a serem entregues fosse reduzido para nove durante a Primavera de 2008. A primeira aeronave produzida realizou o seu primeiro voo a 10 de Setembro de 2009. À data do voo inaugural, cada MRA4 custaria, na melhor das hipóteses, 400 milhões de libras. O Ministério da Defesa anunciou, em Dezembro de 2009, que a introdução do MRA4 nas fileiras seria atrasado para 2012, devido aos cortes do orçamento da defesa. O primeiro Nimrod MRA4 foi entregue em Março de 2010 para a RAF iniciar os testes que resultariam na aprovação da aeronave; esperava-se que a prontidão operacional fosse atingida em Outubro de 2012. O MRA4 operaria a partir da base militar da RAF em Kinloss, na Escócia.

## Cancelamento
Na Strategic Defence and Security Review of the Armed Forces de 2010, o governo do Reino Unido anunciou o cancelamento do MRA4 a 19 de Outubro de 2010 e, consequentemente, a base da RAF em Kinloss seria encerrada. Em 24 de Novembro de 2010, 382 trabalhadores que trabalhavam no MRA4 foram demitidos na BAE Systems. Após os componentes electrónicos terem sido removidos da fuselagem, o que restou da fuselagem foi para a sucata a 26 de Janeiro de 2011. Embora este processo de transformação da aeronave em sucata tenha sido conduzida longe dos olhos do público, um helicóptero da BBC voou por cima da base de Woodford e registou o processo de destruição da fuselagem.
Embora o projecto tenha sido constantemente adiado e tenha ultrapassado o orçamento, a decisão de cancelar o MRA4 foi controversa devido às fuselagens das aeronaves estarem quase prontas. Revelou-se ainda que com a remoção do Nimrod MR2, submarinos russos têm vindo a passar próximos do Reino Unido em águas internacionais, mas não puderam ser detectados devido à falta de aeronaves cuja missão seria a detecção dos mesmos. Em Novembro e em princípios de Dezembro de 2014, quatro aeronaves de patrulha marítima operadas pela França, Canadá e pelos Estados Unidos estiveram estacionadas na base aérea de Lossiemouth da RAF, numa tentativa para localizar um submarino russo que havia sido avistado dentro das águas territoriais britânicas, a oeste da Escócia.
A aeronave também seria usada em missões de busca e salvamento de âmbito civil, missão em que o Nimrod MR2 também era frequentemente usado. A respeito sobre este assunto, estava escrito no Strategic Defence and Security Review que "o Reino Unido dependerá em outras forças marítimas para contribuírem nas missões anteriormente reservadas para o MRA4".
Após o cancelamento, o Secretário da Defesa Liam Fox usou o Nimrod MRA4 como um exemplo do pior contrato que o Ministério da Defesa poderia ter feito ou poderá fazer no futuro, dizendo "A ideia de nos deixarmos levar para uma posição onde algo, como originalmente era o Nimrod 2000, fosse encomendado, os seus números reduzidos, sendo gastos 3.8 biliões de libras e ainda assim não chegar sequer perto de chegar ao objectivo - isto não voltará a acontecer."
Em Janeiro de 2011, foi publicado pelo Financial Times um relatório que expunha que à data da decisão de transformar o MRA4 em sucata, a aeronave ainda sofria de muitas falhas. Testes de segurança realizados em 2010 concluíram que ainda havia varias centenas de pequenas falhas no design, que punha seriamente em risco a aeronave. Não se sabia, por exemplo, se a porta por onde as bombas sairiam estava a funcionar devidamente, se o trem de aterragem era seguro e até mesmo se a bomba de combustível era segura.
Contudo, seis antigos chefes da defesa criticaram publicamente em Janeiro de 2011 a decisão de transformar os MRA4 em sucata, e o Comité das Contas Públicas concluiu em Fevereiro de 2012 que a decisão foi tomada sem o devido entendimento sobre os custos de se haver ter "deitado fora" mais de 3 biliões de libras.

## Substituição

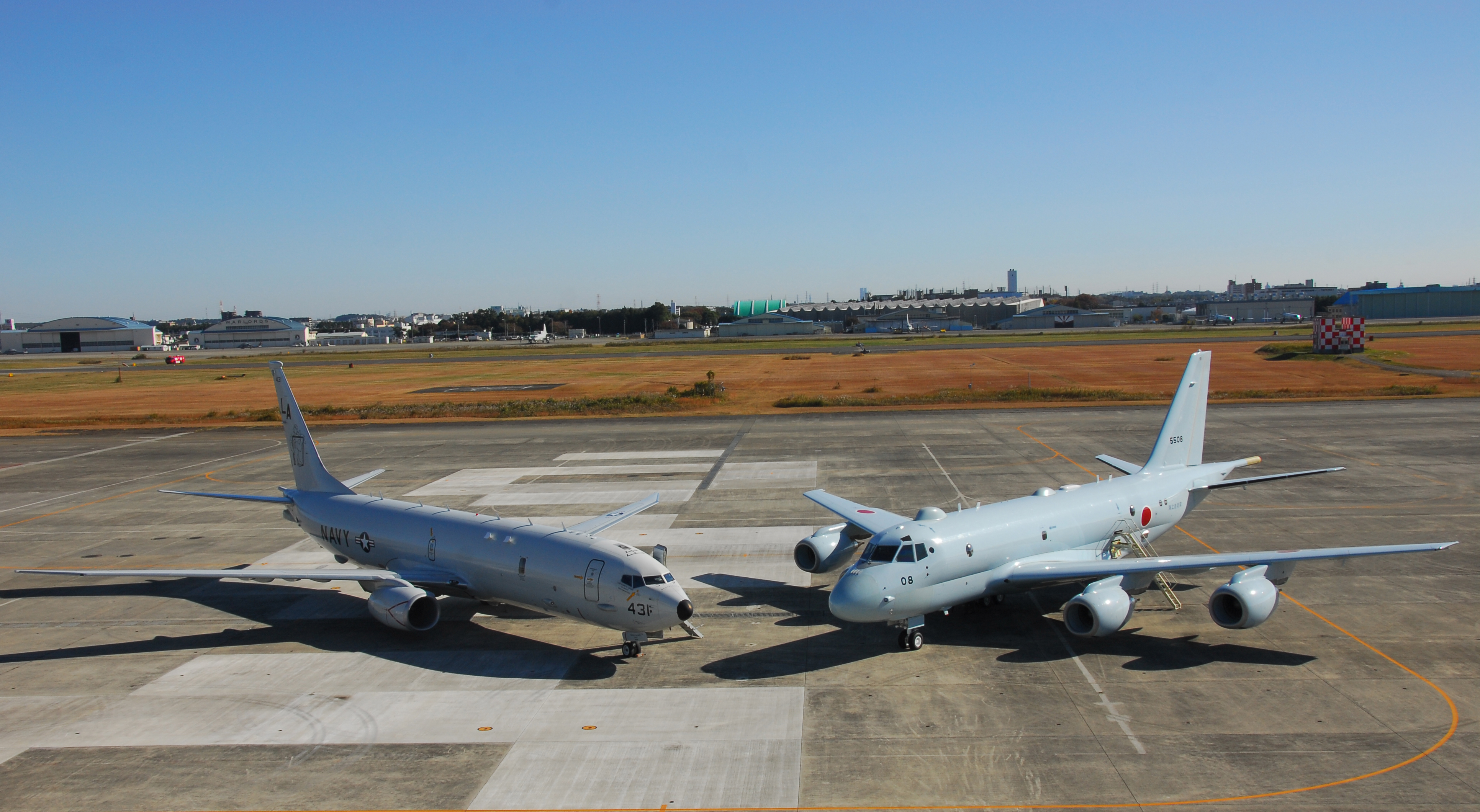
Os dois possíveis substitutos, o Boeing P-8 e o Kawasaki P-1.

Relatórios de imprensa em Fevereiro de 2011 alegaram que a Fleet Air Arm da Marinha Real Britânica havia estabelecido um comité para a consideração da aquisição de uma aeronave de patrulha marítima para substituir a lacuna que o Nimrod MRA4 deixou na missão de luta anti-submarina. O orçamento, embora tenha superado um bilião de libras, foi muito mais reservado que os 3,6 biliões de libras do programa do Nimrod. Notícias durante o ano de 2011 sugeriam a possibilidade da compra de cinco aeronaves Boeing P-8, enquanto em Janeiro de 2015 a aeronave Kawasaki P-1 também foi proposta.